# تپه دین‌کتی قراخیل
تپه دین‌کتی قراخیل مربوط به هزاره اول قبل از میلاد است و در شهرستان قائم شهر، بخش مرکزی، روستای قراخیل واقع شده و این اثر در تاریخ ۲۶ اردیبهشت ۱۳۵۶ با شمارهٔ ثبت ۱۴۰۶ به‌عنوان یکی از آثار ملی ایران به ثبت رسیده است.